# گلن اینز، نیو ساوت ولز
گلن اینز (به انگلیسی: Glen Innes) یک شهرک در استرالیا است که در نیو ساوت ولز واقع شده‌است.